# 까마귀쪽나무
까마귀쪽나무(문화어: 가마귀쪽나무)는 녹나무과의 늘푸른넓은잎나무이다. 제주 방언으로는 ‘구럼비’, ‘구럼비낭’이라고 부른다.
일본, 대한민국의 전라남도와 경상남도 섬 지역, 제주도, 울릉도에 분포한다. 바닷가 산기슭에서 자란다.

## 같이 보기
- 구럼비 바위